# Dominicus Arumaeus

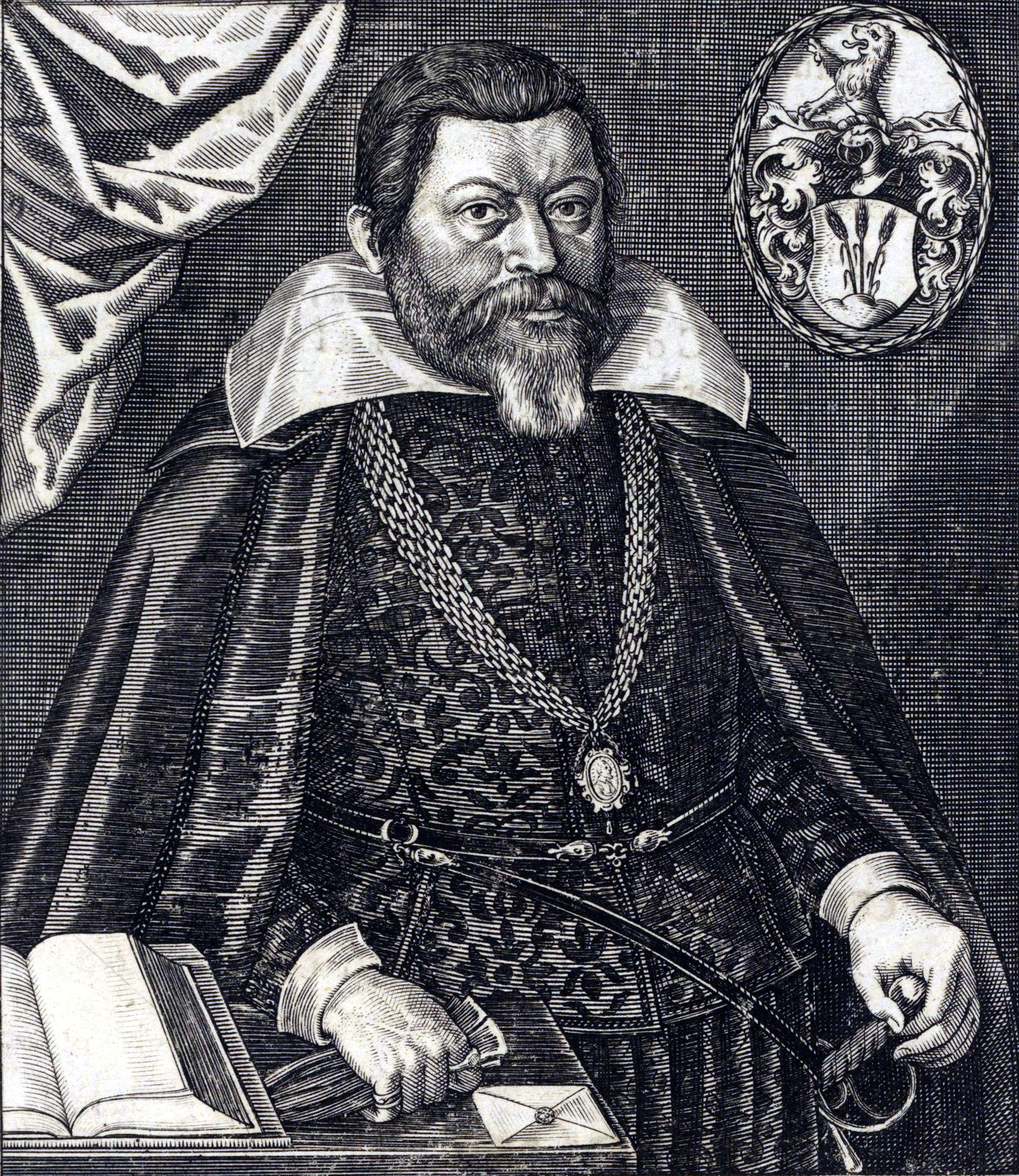
Dominicus Arumaeus

Dominicus Arumaeus, auch Arumäus, eigentlich von Arum, (* 1579 in Leeuwarden (Niederlande); † 24. Februar 1637 in Jena) war ein deutscher Rechtsgelehrter und früher Reichspublizist.

## Leben
Arumaeus stammte aus einer adligen friesischen Familie und latinisierte den Sitten der damaligen Zeit entsprechend seinen Namen. Er studierte ab 1593 an der Universität Franeker, dann in Oxford und 1597 an der Universität Rostock. 1599 ging er als Hofmeister eines Sohnes des Bürgermeisters von Stade an die Universität Jena. Dort promovierte er am 31. März 1600 und heiratete selbigen Tags. 1602 erhielt er die Ernennung zum außerordentlichen, 1605 zum ordentlichen Professor zunächst für römisches Privatrecht, später für deutsches Reichsstaatsrecht. Im Jahre 1634 ist er Ordinarius der Jenaer juristischen Fakultät. Als Hochschullehrer der Salana beteiligte er sich auch an den organisatorischen Aufgaben der Hochschule. So war er einige Male Dekan der juristischen Fakultät und im Sommersemester 1608, 1618, 1628, 1636 Rektor der Alma Mater.
Mehrmals soll er im Weimarer Staatsdienst als Gesandter tätig geworden sein. Weitaus größere Bedeutung kommt seinem Wirken jedoch bei der Etablierung einer eigenständigen deutschen Staatsrechtslehre zu, aus welcher die frühe Reichspublizistik hervorgehen sollte und  weshalb man ihn teils als „Stammvater der Publizisten“ betitelte. Von den im Laufe des 17. Jahrhunderts im Heiligen Römischen Reich diskutierten politischen Ideen geht u. a. die Lehre der dualen oder „doppelten“ Souveränität auf ihn zurück bzw. war durch ihn erstmals im deutschen Raum rezipiert worden.
Zahlreiche später zu Bekanntheit gelangte Staatsrechtler und -denker sind seine Schüler, u. a. Johannes Limnaeus und Bogislaw Philipp von Chemnitz.
Arumaeus verheiratete sich am 31. März 1600 mit Anna Pingitzer, die Tochter des Juristen Virgil Pingitzer. Aus der Ehe stammen viele Kinder. Von diesen kennt man Dorothea Susanna Arumäus, Anna Marie Arumäus, Johann Theodor Arumäus, Domenicus Arumäus, Dorothea Susanne Arumäus, Ernst Friedrich Arumäus, Catharina Justine Arumäus, Friedrich Arumäus und Virgel Arumäus.

## Reichsstaatslehre
| Staatsgewalt:       | zugeordnet:           |
| maiestas realis     | Gesamtheit der Stände |
| maiestas personalis | Kaiser                |

Arumaeus führte sein Konzept dualer Souveränität in seinem Discursus academici de iure publico von 1620ff. aus. Ihm zufolge verbleibt die Souveränität bei der Allgemeinheit des Reiches, repräsentiert durch die Reichsstände, welche demnach Subjekt der maiestas realis sind. Die maiestas personalis kommt demgegenüber – anders als später bei Limnaeus – allein dem Kaiser zu. Insgesamt stellt Arumaeus die kaiserliche Stellung und Würde stark heraus, er will möglichst viel vom alten Reichsherkommen und der königlichen Herrschaft bewahren. Entsprechend verwendet er auch die translatio imperii-Theorie argumentativ. Der Kaiser besitze zwar gegen die Reichsstände keine absolute Macht, ist jedoch mit vollem Recht Monarch und das Reich deshalb auch Monarchie.

## Werke

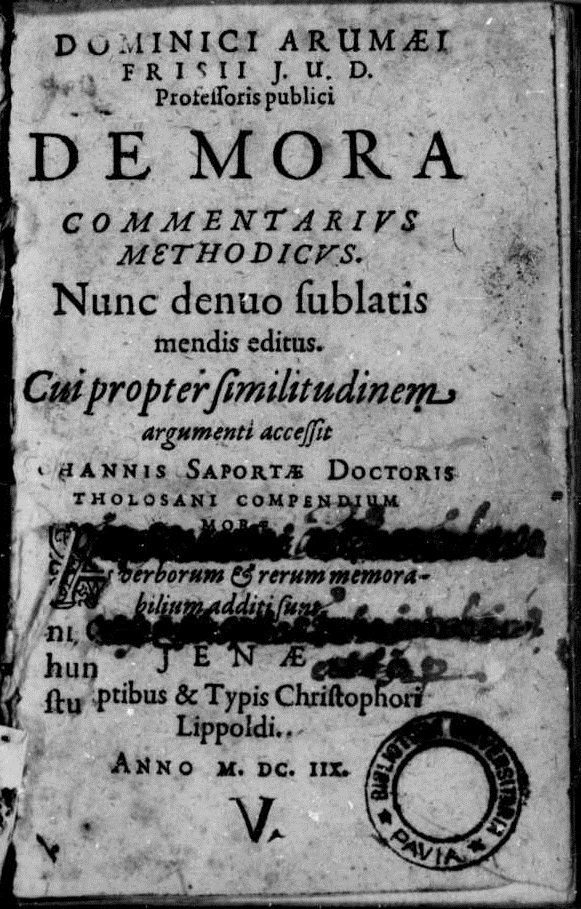
De mora commentarius methodicus, 1608

- Tractatus methodicus de mora. Jena 1603, 1608 (books.google.de), u. ö.
  - De mora commentarius methodicus. Christoph Lippoldt, Jena 1608 (Latein, beic.it).
- Exercitationes Iustiniani ad Institutiones juris. Jena 1607 (books.google.de).
- Decisionum et Sententiam. Jena 1608 (books.google.de), 1612
- Disputationes ad praecipuas Pandectarum et Codicis leges, consuetudines feudales, quatuor Institionum libros. Jena 1613, 1620, 1628.
- Discursus academici de iure publico. Jena 1616–1623, 5. Bde.; (1. Band books.google.de).
- Discursus academici ad Auream Bullam Caroli Quarti Romanorum Imperatoris etc. Jena 1617, 1619, 1663 (books.google.de).
- Commentarius Juridico-historico-politicus de comitiis Romano-Germanici Imperii. Jena 1630, 1660 (books.google.de).